# Плем'я Йосифове
Коліно Йосифове —  одне з племен (колін) Ізраїлевих. Вважалося найчисльнішим. У Біблії веде свій родовід від Йосипа, одного з синів Якова.
Манассія (Менаше) і Єфрем (Ефраїм) — сини Йосипа, яких звів Яків у родоначальники двох самостійних племен замість їх батька Йосипа (Быт 48:5; пор. Нав 14:4)
Спочатку рід Йосифа вважається одним плем'ям (Бут 46:8–25, Бут 49:1–27), але потім списки Ізраїлевих колін в Біблії пов'язують його з Єфремом і Манасією (Чис 1:10, Чис 26:5–51, 1Пар 5:23, 1Пар 5:23, 1Пар 6:71, 1Пар 12:31-37, 1Пар 26:32, 1Пар 27:20-21).